# Kurima
Kurima és un poble i municipi d'Eslovàquia. Es troba a la regió de Prešov, al nord del país.

## Història
La primera referència escrita de la vila data del 1270.

## Demografia
| Godina             | 1994 | 2004   | 2014   | 2024   |
| ------------------ | ---- | ------ | ------ | ------ |
| Nombre de persones | 1033 | 1072   | 1127   | 1125   |
| Diferència         |      | +3,77% | +5,13% | −0,17% |

| Godina             | 2023 | 2024   |
| ------------------ | ---- | ------ |
| Nombre de persones | 1111 | 1125   |
| Diferència         |      | +1,26% |